# Tirpitzia
Tirpitzia é um género botânico pertencente à família Linaceae.
1. ↑  «Tirpitzia — World Flora Online». www.worldfloraonline.org. Consultado em 19 de agosto de 2020